# Termini (estación del Metro de Roma)
Termini es una estación de combinación de las líneas A y B del Metro de Roma. Se sitúa bajo la estación ferroviaria homónima y cercana a la Piazza dei Cinquecento.
Originalmente, entró en servicio en 1955 junto a la línea B, con su conexión a la línea A inaugurada en 1980, construida en un sector más profundo que la primera.
En su entorno cercano se encuentran la Basílica de Santa María la Mayor, el Museo Nacional Romano y las Termas de Diocleciano.

## Historia
Inicialmente, cuando fue inaugurada el 10 de febrero de 1955, era la estación terminal del primer tramo inaugurado de la línea B, que unía la estación ferroviaria de Termini con el barrio de Europa. Durante esa época, en esta estación también se detenían los trenes expresos desde Ostia (actual tren suburbano Roma-Lido), con una frecuencia de dos trenes por hora. En esa época, una de las líneas ferroviarias de la línea B se utilizaba para el metro desde Termini a Laurentina, y la otra se utilizaba para el tren expreso. El desvío de los trenes estaba regulado en un sector cercano a estación Cavour y otro cerca de la costa, en dirección a Laurentina.
En 1980 se convirtió en la estación de combinación con la nueva línea A. Para ello, se creó un nuevo espacio para los andenes de la línea B en Termini, y un nuevo atrio de entrada a estas.
Desde 1987, los trenes de Ostia dejaron de pasar por Termini, para ahora finalizar el recorrido en la estación Roma Porta San Paolo, cercana a estación Pirámide.
Pocos años después, en 1990, se abrió al público la prolongación de la línea B a Rebibbia. Esto provocó el desplazamiento de algunos metros de los andenes hacia la estación Cavour, ya que la construcción de nuevos túneles tenían que estar en mayor profundidad que el resto de la línea. Incluso hoy en día se pueden ver parte de la estación original mirando hacia Rebibbia, al final de los andenes actuales.

### Restauración
Entre abril de 2010 y abril de 2013, se ejecutaron variados cambios en la estación Termini.
- Reorganización del camino para intercambiar entre líneas.
- Terminaciones arquitectónicas.
- Ajustes en el sistema de extinción de incendios, de acuerdo a la ley.
- Mejora de accesibilidad mediante la instalación de nuevos ascensores y escaleras mecánicas.

El proyecto incluye también la regularización de la planta cuadrada de la Piazza dei Cinquecento, así como la reasignación de los pasos peatonales perpendiculares a los carriles de paradas de buses. En el proyecto también se planificó la demolición y reconstrucción de la entrada del metro B, situado en la plaza, pero terminó limitándose a una reestructuración. El costo total se estimó en un 63 millones de euros.

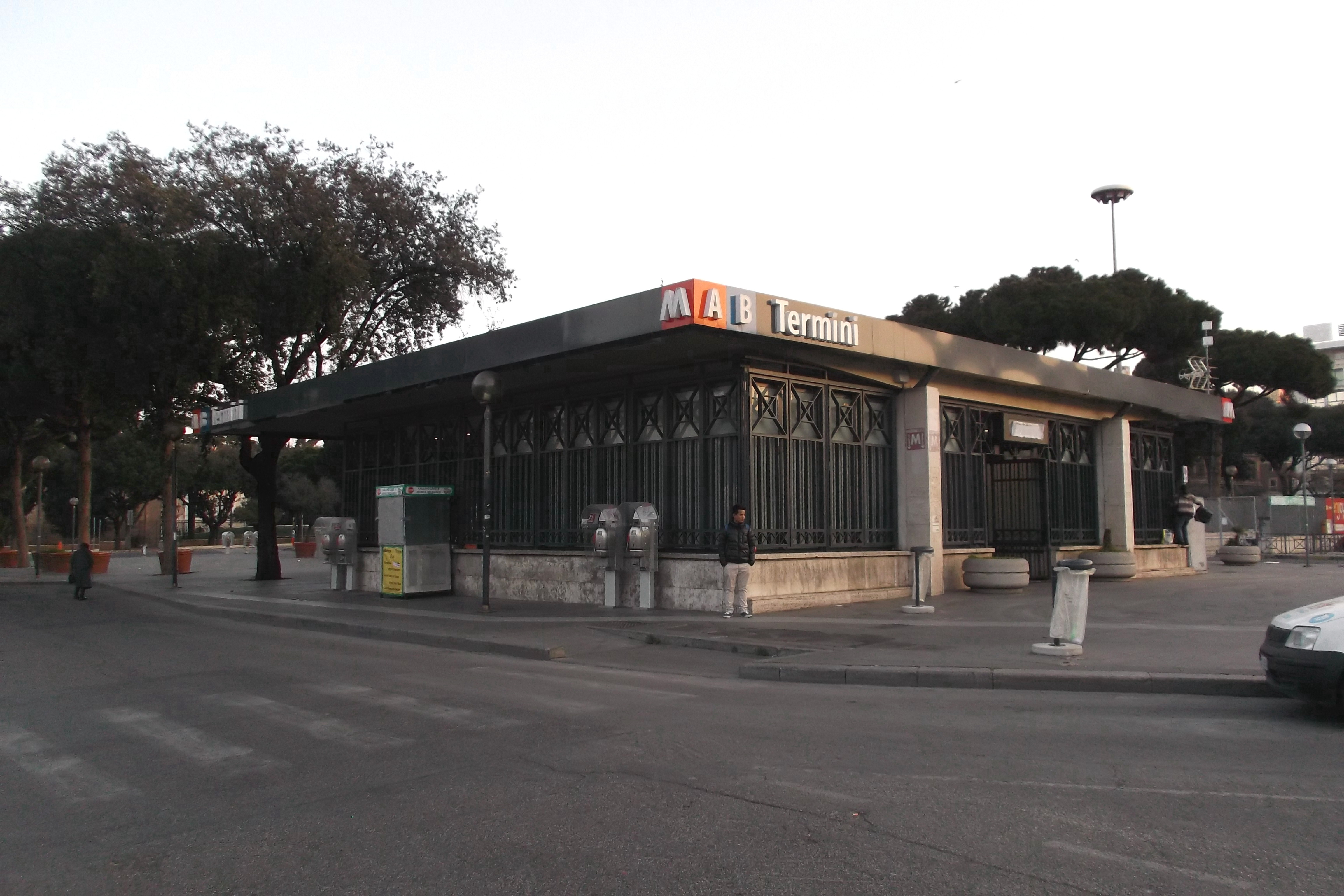
Entrada a la estación desde la Piazza dei Cinquecento.